# Lake Bright
Der Lake Bright ist ein Gebirgssee im Southland District der Region Southland auf der Südinsel von Neuseeland.

## Namensherkunft
Der See bekam vermutlich seinen Namen, da die Seeoberfläche das Licht reflektiert, wenn man von Dusky Track aus das Gewässer erblicken kann.

## Geographie
Der Lake Bright befindet sich in einer Hochgebirgsseenlandschaft, rund 15,2 km nördlich des Lake Hauroko und an dem östlichen Ausläufer der Pleasant Range. Der See, der sich auf einer Höhe von rund 810 m befindet, deckt eine Fläche von rund 17,8 Hektar ab und erstreckt sich dabei über eine Länge von rund 680 m in Nordnordost-Südsüdwest-Richtung sowie über eine maximale Breite von rund 450 m in Westnordwest-Ostsüdost-Richtung. Der Seeumfang bemisst sich auf rund 2 km.
Gespeist wird der See über die Zuflüsse einiger wenigen kleinen Gebirgsbäche und vor allem durch einen unbenannt Bach, der von einigen kleineren See und dem Lake Roe über die Clark Cascade seine Wässer bekommt. Die Entwässerung erfolgt über das nördliche Ende des Lake Bright. Ein unbenannter Bach trägt von hier aus die Abflüsse nach Norden zum Deadwood Creek, der später in den Seaforth River mündet.